# Mașină de spălat rufe

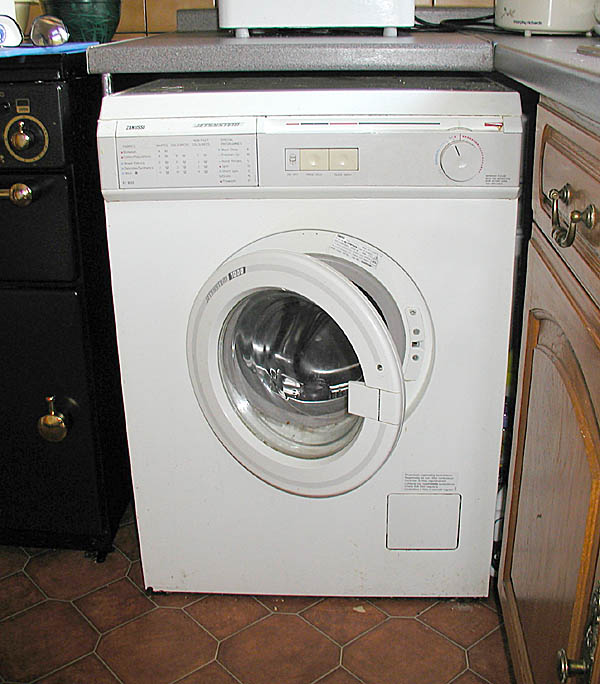
O mașină automată de spălat rufe

O mașină de spălat rufe este o mașină electrocasnică construită pentru spălare de rufe. Ele pot fi simple, cu program controlat (pe faze de spălat) sau cu program automat (automate). Mașina de spălat folosește energie mecanică produsă de un motor electric, energie termică și acțiune chimică pentru a curăța rufele de spălat. Energia mecanică dată de motorul de curent alternativ, este transmisă unei cuve-tambur (cilindrice) rotibile, de regulă printr-o curea de transmisie. Tamburul, în care se introduc rufele de spălat, este ciuruit (de jur-împrejur) și prevăzut intern cu nervuri antrenante, utile în procesul de spălare și cel de stoarcere. El nu este accesibil în timpul cât rulează programul de spălare și încă 2-3 minute după acesta. Energia termică ce încălzește apa de spălat (la o temperatura programabilă) provine de la o rezistență electrică, iar acțiunea chimică curățitoare este realizată de detergenții folosiți, sub formă de pulbere (praf) sau lichid. Detergentul se dozează proporțional cu cantitatea (în kg) de rufe introduse în cuva-tambur. Se pot adăuga substanțe anti-calcar, dezdurizante a apei utilizate în scopul protejării mașinii și a unei bune spălări. Sunt prevăzute pompe pentru evacuarea apei uzate. Viteza de rotație a cuvelor rotitoare este mai mică în timpul fazei de spălare propriu-zise și mult mai mare în faza de stoarcere centrifugală, când poate varia între 500 și 1600 de rotații pe minut, sau chiar mai mult. Mașinile de spălat cu program automat dispun de mai multe programe selectabile,în funcție de cantitate de rufe, de calitatea dorita a spălării sau de felul textilelor de spălat.

## Istoria mașinilor de spălat
Încă din cele mai vechi timpuri, oamenii și-au spălat hainele prin cufundarea acestora în apa râurilor și lovirea acestora de pietre. Primele dispozitive inventate pentru spălarea hainelor au fost grătarele de lemn.
În 1858, americanul Hamilton Smith a patentat mașina de spălat rufe rotativă. Deși avea o formă care semăna cu mașina de spălat rufe modernă, invenția lui Smith era încă acționată manual.
Prima mașină de spălat rufe acționată electric a fost inventată în Statele Unite în 1908, modelul Thor fiind brevetat de către Alva Fisher și introdus pe piață de compania Hurley Machine Company of Chicago.
În Europa, producția mașinilor de spălat automate nu a început decât la începutul anilor 50.
În 2008, Universitatea din Leeds a dezvoltat un model de mașină de spălat rufe care folosește doar 280 de mililitri de apă la un ciclu de spălare, mașină care ar putea revoluționa felul în care funcționează mașinile de spălat rufe economisind cantități uriașe de apă și energie.

## Modalități de folosire corectă
Înainte de a spăla rufele, acestea trebuie întotdeauna sortate: rufele albe, cele colorate, sintetice, delicate, de lână. Acestea nu ar trebui introduse amestecat în cuvă pentru o spălare. 
Indicațiile de spălare de pe etichetele hainelor trebuie respectate. Cele mai dificile pete se scot cu înălbitor înainte de spălarea hainelor în mașină. Hainele din materiale delicate ar trebui spălate folosind un program special al masinii.
Înainte de punerea în mașina de spălat a rufelor, acestea ar trebui căutate in buzunare pentru a nu fi lăsate mici obiecte de metal (monede, agrafe), care pot deteriora utilajul. Hainele ar trebui închise la nasturi sau la fermoare înainte de a fi puse în mașina de spălat. 
Cuva-tambur poate fi încărcată la maximum cu rufe din bumbac, însă doar la jumătate cu haine din fibre sintetice și doar la o treime cu haine delicate. 
Pentru o încărcare echilibrată (contra bătăilor în timpul centrifugării de stoarcere) este de dorit introducerea pentru o spălare în mașina de spălat atât a hainelor de dimensiuni mari, cât și mici. 
Doza de detergent trebuie potrivită în funcție de gradul de încărcare al mașinii.
Pentru conservarea mașinii, aceasta ar trebui pusă în funcțiune de câteva ori pe an pentru un ciclu de spălare, fără încărcare cu rufe.
Odată cu dezvoltarea mașinilor de spălat, au fost dezvoltate alte articole de uz casnic pentru a ajuta la accelerarea timpului de spălare a rufelor. Unul dintre cele mai populare este uscătorul de rufe. Uscătorul usucă rufele fără ca noi să le întindem și să le strângem pe frânghie. În general, uscătoarele arată similar cu mașinile de spălat, de obicei înălțimea este de maxim 1,10 metri și capacitatea de uscare între 5 și 10 kilograme de rufe. În general, lățimea este de aproximativ 72 de centimetri, în timp ce adâncimea este de aproximativ 89 de centimetri. Ele depind și de forma dispozitivului de uscare.

## Firme care produc mașini de spălat rufe

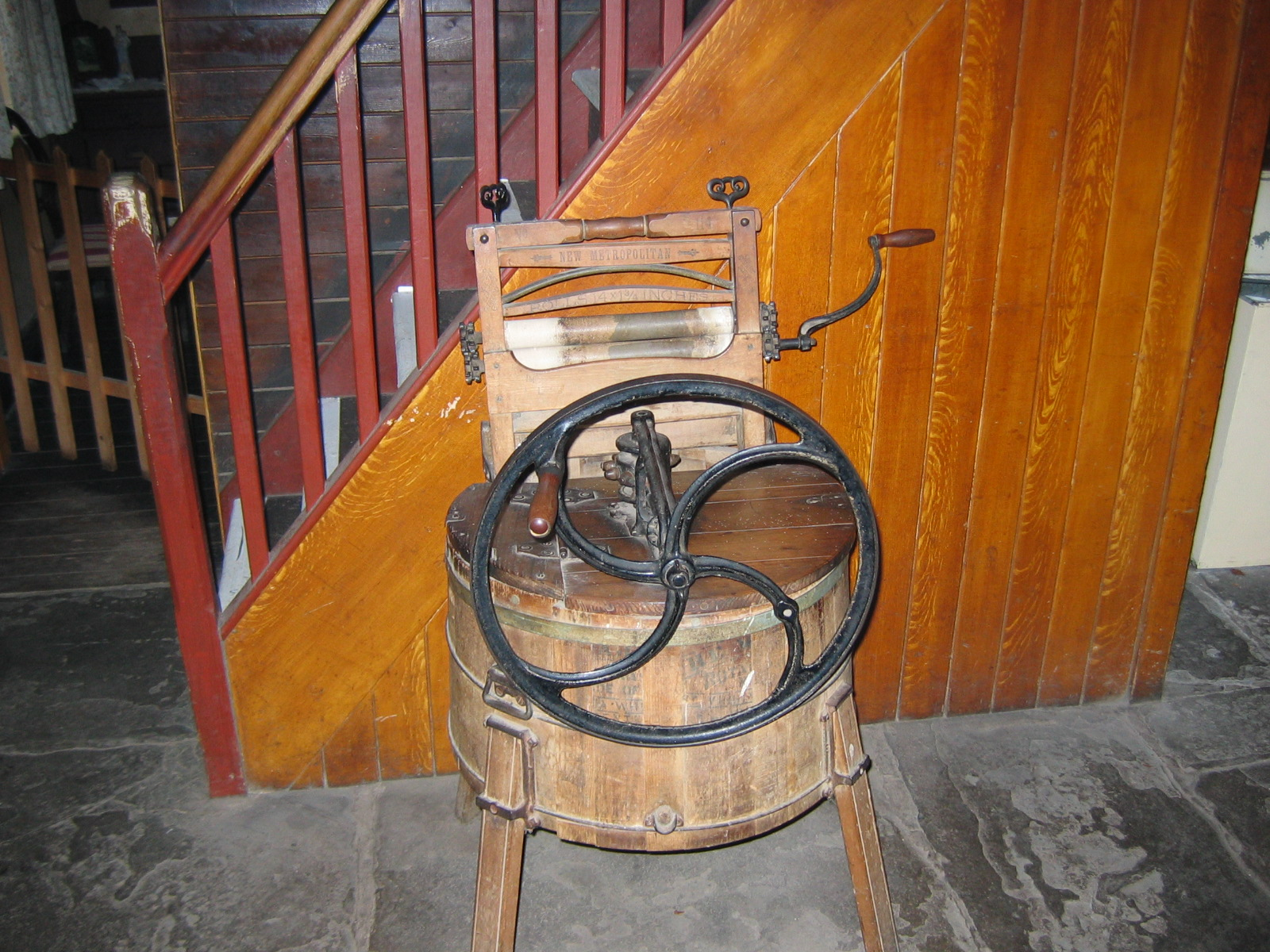
Mașină metropolitană de spălat rufe din secolul al XIX-lea.

- AEG
- Admira
- Amana
- Arctic SA
- Asko
- Ariston
- Brandt
- Beko
- Bendix
- Blomberg
- Bosch
- Creda
- Crosley
- Dyson
- Electrolux
- Fisher and Paykel
- Frigidaire
- Girbau
- GE
- Haier
- Hoover
- Hotpoint
- Hitachi
- Indesit
- Kenmore
- LG
- Magic Chef
- Maytag
- Miele
- Roper
- Samsung
- Staber
- Siemens
- Whirlpool
- Zanussi

## În România
La începutul anilor 60 în România s-a început producția mașinilor de spălat semiautomate de mai multe tipuri: "ALBALUX", "CRINUL", "PĂLTINIȘ", "ELECTROBOBINAJ". Ele erau de 2 tipuri: Cu storcător și încălzire sau fără.În 1977 încep preocupările pentru fabricarea unor mașini cu tambur automate.
În 1978 Nicolae Ceaușescu a trimis o echipă de ingineri în Italia,o țară cu tradiție în producția mașinilor de spălat automate,pentru a prelua o licență străină. S-a cumpărat licența în 1978,după modelul mașinii de spălat Sangiorgio,și astfel în 1979 începe producția mașinilor de spălat automate la întreprinderea mecanică Cugir. S-a început cu mașina tip "AUTOMATIC" cu 12 programe și apoi în 1981 cu "AUTOMATIC SUPER" cu 16 programe. În 1993 tot la Cugir a început producția mașinilor tip "DIAMANT" o restilizare a primului tip de mașină automată. Din păcate producția a încetat în 2004.
În România comunista Mașinile de spălat Automatic super cu 16 programe erau extrem de scumpe,ajungând să coste nu mai puțin de 5500 lei,iar mașina de spălat Automatic cu 12 programe să coste în jur de 4800 lei,echivalentul unui televizor color la acea vreme.
Chiar și așa scumpă era greu de găsit multe fiind destinate exportului sau nomenclaturii comuniste.
Se fabricau în jur de 2500-3000 de bucăți pe lună.Ele au fost disponibile în magazine după 1984.
În România s-au produs mărcile Albalux și Diamant la UM Cugir și Tehnoton la Iași.
În anul 2002, piața românească a mașinilor de spălat era estimată între 230.000 și 250.000 de bucăți anual, adică 70-75 de milioane de dolari.